# Adamea stenocarpa
Adamea stenocarpa là một loài thực vật có hoa trong họ Mua. Loài này được (Jacq.-Fél.) Jacq.-Fél. mô tả khoa học đầu tiên năm 1952.